# Убийства на озере Лава
Убийства на озере Лава — убийства, которые
произошли в штате Орегон в январе 1924 года. Жертвами стали Эдвард Николс (50 лет), Рой Уилсон (35 лет) и Дьюи Моррис (25 лет), которые в конце 1923 — начале 1924 годов работали охотниками на пушнину в Национальном лесу Дешутс. Их тела были обнаружены в озере Лава в апреле 1924 года, где они успели покрыться тонким слоем льда. Каждый из них был убит выстрелом из пистолета и ударом тупым предметом. Хотя полиция установила личность потенциального подозреваемого — Чарльза Кимзи, но приговор так и не был вынесен.
Это преступление является одним из старейших нераскрытых дел об убийствах в истории штата Орегон и было предметом следственной книги Мелани Таппер.

## Предыстория
Эдвард Николс, Рой Уилсон и Дьюи Моррис, жители города Бенд, планировали провести зиму 1923-1924 годов в бревенчатой хижине, принадлежащей местному лесозаготовительному подрядчику Эдварду Логану, чтобы работать охотниками на пушнину в дикой местности. Мужчины переехали в хижину осенью 1923 года, и за неделю до Рождества Николс прибыл в Бенд, по слухам, в "веселом" настроении, и продал сани, полные дорогих мехов. Он сказал местным жителям, что отлов меха шел хорошо.
После Рождества Аллен Уилкоксен, владелец курорта, ехал на снегоступах из своего дома в Фолл-Ривер на курорт Элк-Лейк. По пути он остановился в хижине Логана, чтобы навестить троих мужчин. Уилкоксен прибыл туда 15 января 1924 года и провел там весь вечер; по словам Уилкоксена, Николс, Уилсон и Моррис были в хорошем настроении. Утром 16 января он покинул хижину и отправился на Элк-Лейк. Это было последнее известное наблюдение Николса, Уилсона и Морриса перед их смертью
.

## Обнаружение
Не имея никакой переписки ни с одним из трех мужчин с декабря 1923 года, а также заметив, что ловушки для норок, установленные в этом районе, были оставлены без присмотра, Иннис Оуэн Моррис, брат Дьюи Морриса, и Перл Линнс, управляющий рыбоводным заводом Тумало, заподозрили неладное. В апреле 1924 года поисковая группа отправилась в хижину, но не обнаружила никаких следов этих людей. Внутри хижины на плите в горшочках стояла подгоревшая еда, а обеденный стол был накрыт для трапезы.
Сани, используемые для перевозки товаров и снаряжения, снаружи дома отсутствовали, а лисий загон позади хижины, в котором находились пять ценных лис, принадлежавших Эдварду Логану, был пуст. При обыске внутри в углу загона был обнаружен окровавленный молоток-клешня. Поисковая группа проверила линии ловли животных и обнаружила замерзшие останки двенадцати куниц, четырех лис и одного скунса, предполагая, что эти ловушки в окружающем лесу были оставлены без присмотра.
На следующий день Кларенс А. Адамс, шериф округа Дешут, прибыл в коттедж, чтобы начать расследование. Недалеко от берега озера Лава поисковики нашли большие сани, которые были помечены темными пятнами, которые позже были подтверждены как кровь. На краю озера была обнаружена впадина во льду, где была явно прорублена дыра и замерзла. Неподалеку, на тропе, ведущей к озеру, поисковик обнаружил лужи крови в тающем снегу, а также клочья волос и человеческий зуб. Ледяной покров на озере растаял настолько, что поисковики могли исследовать его на лодке, и Иннис Моррис и Адамс обнаружили тела всех троих мужчин, всплывших на поверхность озера.

## Расследование
Вскрытие показало, что все мужчины умерли от огнестрельных ранений, а также от травм тупым предметом, вероятно, от удара молотком. Уилсон был ранен в правое плечо и затылок, в то время как челюсть Николса была раздроблена выстрелом из дробовика; у него также было пулевое отверстие, вероятно, от револьвера, в голове. Дьюи Моррис был ранен в левое предплечье, а также получил перелом черепа, предположительно от удара молотком.
Предполагалось, что эти убийства произошли в конце декабря 1923 года или в начале января 1924 года. В официальном полицейском отчете Шериф Клод Макколи написал об этой сцене:
"Несмотря на то, что погода стояла прекрасная, чистый воздух был пропитан запахом смерти и разложения, и именно с неподдающимся определению духом благоговения и ужаса маленькая группа выносливых путешественников отложила свои рюкзаки, сбросила снегоступы и приготовилась взяться за мрачную работу, которая была им не по душе."
Согласно опубликованному в апреле 1924 года отчету, полиция полагала, что по меньшей мере двое из них не были убиты в непосредственной близости от хижины, а были выманены из нее. Первоначально полиция подозревала в этих преступлениях лесника и самогонщика Эриксон, который содержал лагерь на соседнем озере Культус. 

### Чарльз Кимзи
Владелец хижины, Эдвард Логан, вскоре после того, как были обнаружены тела мужчин, предоставил полиции потенциального подозреваемого — коллегу-охотника по имени Ли Коллинз, который в свое время поссорился с мужчинами из-за якобы украденного кошелька. Коллинз якобы угрожал вернуться и убить Эдварда Николса. Ли Коллинз в действительности оказался человеком по имени Чарльз Кимзи, который был арестован в 1923 году за ограбление и покушение на убийство в Бенде, когда он сбросил кучера дилижанса Харрисона в колодец. Харрисон выжил, а Кимзи сбежал до того, как дело дошло до суда.
Дорожный инспектор из Портленда узнал в Кимзи человека, который подошел к нему 24 января 1924 года с рюкзаком и спросил дорогу к торговцу мехами в городе. Офицер направил его в меховую компанию Шумахера на Третьей улице в Северо-Западном Портленде, где мужчина продал мешок мехов за 110 долларов. Полиция назначила награду в размере 1500 долларов за арест Кимзи и осуждение в связи с убийствами, но дело было заморожено.
17 февраля 1933 года, через девять лет после убийства, Чарльз Кимзи был замечен в штате Монтана, в городе Калиспелле задержан полицией и возвращен в Орегон для допроса по делу об убийствах. Хотя у полиции имелось косвенное дело против Кимзи, но торговец мехами, купивший меха в январе 1924 года, не мог однозначно опознать этого человека как Кимзи.
Однако Кимзи был обвинен в покушении на убийство Харрисона в 1923 году и приговорен к пожизненному заключению в тюрьме штата Орегон. Несмотря на косвенные улики, свидетельствующие о причастности Кимзи к убийствам, дело остается официально нераскрытым.

## В культуре
Книга об этих убийствах, озаглавленная "Убийства Траппера", была опубликована Мелани Таппер в 2013 году. В книге Таппер предполагает, что убийства были совершены как Кимзи, так и его сообщником Рэем Джексоном ван Бюреном, который покончил с собой в 1938 году.